# Herr Puntila und sein Knecht Matti (1957)
Herr Puntila und sein Knecht Matti ist die 1957 geschaffene Aufzeichnung des Deutschen Fernsehfunks einer Inszenierung von Manfred Wekwerth und Peter Palitzsch nach einem Volksstück von Bertolt Brecht aus dem Jahr 1940.

## Produktion
Die erste Ausstrahlung dieser nur für den Deutschen Fernsehfunk geschaffenen Theaterinszenierung, in der Ausstattung von Karl von Appen und Peter Voigt, erfolgte am 21. Dezember 1957.